# Тилден, Уильям Огастес
Сэр Уильям Огастес Тилден (англ. William Augustus Tilden; 15 августа 1842, Лондон — 11 декабря 1926, Лондон) — английский химик. Предложил формулу изопрена и установил его строение, что в дальнейшем было подтверждено в работах В. Н. Ипатьева и других ученых. Он обнаружил, что изопрен может быть получен из скипидара. Он не смог превратить это открытие в коммерчески успешный способ производства синтетического каучука.

## Биография
Получив образование в Современной школе Бедфорда, Тилден получил степень бакалавра в 1868 году и степень доктора наук в 1871 году в Лондонском университете. С 1872 по 1880 год занимал должность старшего преподавателя естественных наук в Клифтонском колледже в Бристоле. С 1880 по 1894 год — профессор химии в колледже Мейсона (который позже стал Бирмингемским университетом). С 1894 года и до своей смерти работал в Королевском колледже наук, будучи его профессором химии до 1909 года, деканом с 1905 по 1909 год, а затем почетным профессором.
В 1880 году стал членом Лондонского Королевского общества, с 1904 по 1906 год — вице-президент. В 1908 году награжден медалью Дэви Общества. Являлся президентом Химического общества с 1903 по 1905 год. Премия Тилдена была названа в его память Обществом в 1939 году и с тех пор присуждается ежегодно (в настоящее время Королевским химическим обществом), ей награждаются молодые члена Общества.Также занимал должности во многих других организациях, включая Британскую научную ассоциацию, Институт химии (переименованный в Королевский институт химии в 1885 году) и Общество химической промышленности.
В 1921 году опубликовал книгу «Знаменитые химики: люди и их работа» (George Routledge and Sons Ltd.). Его сын Филипп Армстронг Тилден стал выдающимся архитектором.